# Księżyc 44
Księżyc 44 (ang. Moon 44 lub Intruder) – film fantastycznonaukowy z roku 1990, koprodukcja niemiecko-amerykańska. Wczesny film Rolanda Emmericha, który otworzył mu drzwi do kariery w Hollywood. W roli głównej wystąpił Michael Paré.
Zdjęcia do filmu powstawały w okolicach Stuttgartu i w Monument Valley w stanie Arizona.

## Obsada
- Michael Paré jako Felix Stone
- Lisa Eichhorn jako Terry Morgan
- Brian Thompson jako Jake O’Neal
- Malcolm McDowell jako major Lee
- Dean Devlin jako Tyler
- Stephen Geoffreys jako Cookie
- Leon Rippy jako sierżant Sykes
- Jochen Nickel jako Scooter Bailey
- Mehmet Yilmaz jako Marc
- John March jako Moose Haggerty
- Drew Lucas jako Riffle
- David Williamson jako Gallagher
- Calvin Burke jako kapitan Stojanowic
- Roscoe Lee Browne jako Chairman Hall

## Fabuła
Rok 2038. Źródła ziemskich zasobów naturalnych zostały wyczerpane. We wszechświecie trwa wojna o miejsca, w których można znaleźć niezbędne minerały. Galaktyczna Korporacja Górnicza stara się bronić swojej ostatniej bazy na Księżycu 44 przed konkurencyjną firmą. Władze spółki wysyłają tam agenta Feliksa Stone’a (Michael Paré), zakamuflowanego wśród zniewolonych więźniów-robotników, by wraz z nimi utrzymał kosmiczne kopalnie za wszelką cenę.